# Ríbinsk
Ríbinsk (en rus Рыбинск) és, amb 213.000 habitants (2007), la segona ciutat més poblada de l'óblast de Iaroslavl, a Rússia. Es troba a la confluència dels rius Volga i Xeksnà. Té aeroport.

## Història

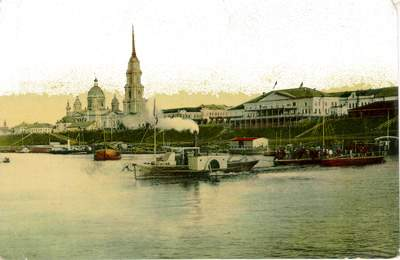
La catedral al segle XIX

Apareix citada des de 1071 com a Ust-Xeksnà, 'la desembocadura del Xeksnà'. Des de 1504 apareix com a Ríbnaia Slobodà (literalment 'la vila de la pesca'). El nom prové del fet que subministrava a la cort moscovita peixos com l'esturió.
Al segle xviii Caterina la Gran li va donar l'estatut de ciutat i li va canviar el nom a Ríbinsk.
En temps soviètics va passar a dir-se Sxerbakov (per Aleksandr Sxerbakov) el 1946, tornà al nom de Ríbinsk el 1957, i a Andrópov (per Iuri Andrópov) el 1984. Va recuperar el nom de Ríbinsk el 1989.
Hi tenen la seu les indústries aeroespacials NPO Saturn i disposa d'una gran central hidroelèctrica a l'embassament de Ríbinsk, que en el seu moment fou considerat el més gran de la Terra.